# Tомислав Марковић
Томислав Марковић (Београд, 1953) био је српски сликар.

## Биографија
Дипломирао је на Економском факултету. 
Сликарство је учио код академског сликара Славољуба Саше Мишића и вајара Мирослава Николића. 
У периоду 1981–1991. имао је више студијских боравака и ангажовања у Паризу, Амстердаму, Атини, Венецији и Единбургу. Самостално излаже већ од 1974. године. Имао је 19 самосталних и преко 100 колективних изложби, у земљи и иностранству. Његове слике се данас налазе у многим приватним колекцијама од Канаде до Јапана, као и у неколико музејских поставки у Београду, Горњем Милановцу и Херцег Новом. Члан је УЛУС-а од 1985. године. Живeo и радиo у Београду, на Тари и у Херцег Новом.
Преминуо у Београду 12. септембра 2024. године.

## Самосталне изложбе
- 1974. год.Дом културе Вождовац-Београд
- 1975. год. Гал. ИЛР-Београд
- 1978. год. Дом Армије-Винковци
- 1980. год. Гал. Инвестбанке Теразије-Beograd
- 1980. год. Гал. "69" у Загребу
- 1992. годd. Гал. "Београд" у Београду-ретроспектива
- 1995. год. у атријуму Етнографског музеја у Београду
- 1988. год. Гал.Етнографског музеја у Београду и Приштини акварел и цртеж
- 2002. год. Гал. "Хелена" Београд
- 2003. год. Гал. "Глас" Београд-акварел и цртежи
- 2003. год. Музеј Горњег Милановца поводом 150 година оснивања града
- 2005. год. Етнографски музеј у Београду-"Београдске инспирације"
- 2005. год. Гал. "Енергопријекта" у Београду
- 2005. год. Гал."Беро Бенковић"-Херцег Нови
- 2007. год. Изложба акварела-Игало

## Колективне изложбе
- 1973. год. Дом културе Вождовац- пролећна
- 1974. год. Дом културе Вождовац- пролећна
- 1975. год Дом културе Ваљево
- 1975. год. Ликовни салон Сплит
- 1977. год. Дом ЈНА - Београд
- 1977. год. Изложба- Винковци
- 1978. год. Гал. "69" Загреб
- 1980. год. Тврдјава у Нишу и Гаџином Хану
- 1982. год. Гал. "73" Београд
- 1982. год. Културни центар Београд
- 1983. год. Културни центар Београд-"инспирација сликара"
- 1984. год. Пролећни салон УЛУС-а
- 1984. год. Салон Цвијете Зузорић-Београд-цртеж и мала пластика
- 1984. год. Гал."73" Београд
- 1984. год. Културни центар Београд-"Београд инспирација уметника"
- 1985. год. За децу света-Београд. Салон Цвијета Зузорић изложба новопримљених чланова УЛУС-а
- 1985. год. Октобарски салон у салону Цвијета Зузорић- Београд.
- 1985. год. УЛУС-ов салон цртеза и мале пластике као и УЛУС-ова јесења изложба слика
- 1986. год. Пролећна изложба у салону Цвијета Зузорић Београд као и изложба цртежа и мале пластике у истом павиљону
- 1987. год. Пролећна изложба УЛУС-а . Изложба цртежа и мале пластике
- 1988. год. Изложба пријатељства "Београд-Загреб-Сплит" у сва три града
- 1989. год. Изложба "600 година Косовске битке" Народни музеј у Београду,Крушевцу и гал.VIД
- 1990. год. Културни центар Београд "Београд инспирација уметника"
- 1992. год. гал. Београд- "Београд некад и сад"
- 1993. год. Гал. "73" београд -изложба трендови
- 1994. год. Отворени октобарски салон- Београд и Земун
- 1995. год.Гал. Београд-Излозба"Београд некад и сад"
- 1996. год. Салон Цвијета Зузорић- Изложба призора, УЛУС и АРТМЕДИА Београд
- 1998. год. Београд- некад и сад, галерија Београд
- 2000. год. Гал. Београд- Савремени српски пејзаж
- 2001. год. Гал. Београд- Пејзаз у савременом српском сликарству, Београд
- 2001. год. АРТЕXПО-актови, Београд
- 2003. год. Гал.Руског Дома Београд, Београдски салон
- 2003. год. Гал. савремене уметности у Зрењанину. Пети бијенале акварела Србије и Црне Горе
- 2003. год. Гал. Београд-цртеж и акварел ( Београд у акварелу)
- 2005. год. Гал. Бепо Бенковиц-Херцег Нови
- 2006. год. Гал. Бепо Бенковиц-Херцег Новиж
- 2007. год. Гал.Бепо Бенковиц-Херцег Нови
- 2008. год. Учешће на отвореној ликовној сцени Херцег Нови